# إكس بوكس غيم ستوديوز
اكس بوكس غيم ستوديوز (بالإنجليزية: Xbox Game Studios)‏ قد أعيد علامتها وإشارتها الاسمية سنة 2019 وعرفت فيما مضى بـ مايكروسوفت غيم ستوديوز أو مايكروسوفت غيمز، وهي مملوكة بالكامل لشركة مايكروسوفت والتي تقوم بتطوير ونشر ألعاب الفيديو من أجل الحواسيب الشخصية التي تعمل بنظام التشغيل مايكروسوفت ويندوز وعلى مشغلات ألعاب الفيديو مثل إكس بوكس وإكس بوكس 360 مثل فورزا هورايزون 2.

## تاريخ

جيمز فور ويندوز

### استوديو مايكروسوفت للألعاب (2000–2011)
قبل تشكيل قسم مخصص للألعاب، كان لدى شركة مايكروسوفت مجموعة تطوير ألعاب خاصة بها، وقد قامت بالفعل ببعض عمليات الاستحواذ لشركات المطورين والألعاب. وشمل ذلك الاستحواذ على شركة فاسا التفاعلية في عام 1999 من أجل سلسلة ألعاب ميش واريور. وعلى شركة أكسيس سوفوار في نفس العام من أجل سلسلة ألعاب الجولف المسماة لينكز، وعلى استوديو أسيس، والذي عمل على ألعاب مايكروسوفت فلايت سيميولتر. كما أنشأت مجموعة تطوير الألعاب هذه صفقات نشر طويلة الأمد مع مطورين مثل إنسمبل ستوديوز (عصر الإمبراطوريات ، عصر الأساطير)، وديجيتال أنفيل (ستارلانسر). وتحت قيادة ميكروسوفت، تمت إعادة تسمية فاسا التفاعلية باسم استوديو فاسا، وأصبحت أكسيس سوفوار تحمل اسم استديو سالت لاك للألعاب.
حولت مايكروسوفت مجموعة الألعاب إلى قسم منفصل تمامًا باسم مايكروسوفت للألعاب في حوالي مارس سنة 2000، إلى جانب دمج المشاريع والشركات الأخرى المتعلقة بالألعاب داخل شركة مايكروسوفت. وجاء ذلك جنبًا إلى جنب مع الإعلان العام عن أول وحدة تحكم إكس بوكس، كما أعلن عن مايكروسوفت للألعاب لتعمل كمطور وناشر لعناوين كل من إكس بوكس ومايكروسوفت ويندوز. فروبي باش، الذي شغل مناصب تنفيذية في أقسام الترفيه في مايكروسوفت، تم تعيينه نائبًا أول للرئيس بينما تم تعيين إد فرايز، وهو عضو سابق في مجموعة الألعاب وكان له دور فعال في بعض عمليات الاستحواذ، نائبًا لرئيس القسم الجديد. وشغل شين كيم منصب المدير العام للقسم. وفي عام 2001، تم تغيير اسم القسم إلى استوديو مايكروسوفت للألعاب.
ظل استوديو استوديو فاسا واستديو سالت لاك للألعاب مع استوديو تحت ٳدارة استوديو مايكروسوفت للألعاب. واستحوذت مايكروسوفت على ديجيتال أنفيل وإنسمبل ستوديوز في عامي 2000 و2001 على التوالي. وكانت بنجي واحدة من أولى عمليات الشركات الرئيسية الكبرى التي استحوذت عليها مايكروسوفت بعد تشكيل قسم الألعاب سنة 2000، وحدتث هذه العملية في خضم تطوير هيلو: كومبات إفولفد. ومع عملية الاستحواذ، أصبحت هيلو، التي كان من المخطط إطلاقها على أجهزة الكمبيوتر الشخصية، عنوانًا نشرته مايكروسوفت بالإضافة إلى عنوان إطلاق إكس بوكس عند إصدارها في عام 2001. وتم إنشاء تيرن 10 ستوديوز في عام 2001 للعمل في سلسلة فورزا موتورسبورت لألعاب السباقات. وفي سبتمبر سنة 2002، استحوذ استوديو مايكروسوفت للألعاب على شركة رير، التي سبق لها أن طورت ألعاباً على نطاق واسع لمنصات نينتندو. وفي عام 2003، أدركت مايكروسوفت أن علامة إي أيه سبورتس كانت في وضع أقوى بكثير لتطوير الألعاب الرياضية لوحدة التحكم إكس بوكس، ومن بين خطوات إعادة التنظيم، قامت بتسريح حوالي 78 موظفًا داخل استوديو مايكروسوفت للألعاب كانوا يطورون ألعابًا رياضية، وباعوا استوديو سولت ليك للألعاب، الذي أطلق عليه الآن اسم تيك-تو إنترأكتيف في عام 2004.

## الشركات التابعة والأقسام
| الشركة الام                        | اسم الشركة                   | مقر الشركة                                            | تأسست | استحواذ | ملاحظة |
| ---------------------------------- | ---------------------------- | ----------------------------------------------------- | ----- | ------- | --- |
| إكس بوكس غيم ستوديوز               | 343 إندستريز                 | ريدموند (واشنطن), الولايات المتحدة الأمريكية          | 2007  | —       | تم إنشاؤها بواسطة Microsoft للإشراف على تطوير هيلو (سلسلة) بعد رحيل بنجي                                     |
| إكس بوكس غيم ستوديوز               | ذا كوليشن (شركة)             | فانكوفر, كندا                                         | 2010  | —       | كانت تسمى سابقًا Microsoft Studios Vancouver و Black Tusk Studios. يشرف على تطوير سلسلة غيرز أوف وور (سلسلة). |
| إكس بوكس غيم ستوديوز               | كومبوليشن غيمز               | مونتريال, كندا                                        | 2009  | 2018    | مطور وي هابي فيو                                                                                             |
| إكس بوكس غيم ستوديوز               | دابل فاين                    | سان فرانسيسكو, الولايات المتحدة الأمريكية             | 2000  | 2019    | أسسها تيم شيفر بعد رحيله من لوكاس آرتز.                                                                      |
| إكس بوكس غيم ستوديوز               | The Initiative ‏              | سانتا مونيكا (كاليفورنيا), الولايات المتحدة الأمريكية | 2018  | —       | تأسست لتكون بمثابة مطور طرف أول مماثل في دور لإس سي إي سانتا مونيكا ستوديو, بقيادة كرستال دينامكس.           |
| إكس بوكس غيم ستوديوز               | inXile Entertainment         | توستين (كاليفورنيا), الولايات المتحدة الأمريكية       | 2002  | 2018    | مطور برايان فارجو وتخصصت في ألعاب تقمص الأدوار                                                               |
| إكس بوكس غيم ستوديوز               | موجانغ                       | ستوكهولم, السويد                                      | 2009  | 2014    | مطور ماينكرافت                                                                                               |
| إكس بوكس غيم ستوديوز               | نينجا ثيوري                  | كامبريدج, انكلترا                                     | 2000  | 2018    | العديد من المشاريع بما في ذلك هيل بليد: سنواز سكريفايس                                                       |
| إكس بوكس غيم ستوديوز               | أوبسيديان إنترتنمنت          | إرفاين, الولايات المتحدة الأمريكية                    | 2003  | 2018    | متخصصة في ألعاب لعب الأدوار في العالم المفتوح                                                                |
| إكس بوكس غيم ستوديوز               | بلاي غراوند غيمز             | ليمينغتون سبا, انكلترا                                | 2010  | 2018    | تعمل على تطوير فورزا موتورسبورت (سلسلة).                                                                     |
| إكس بوكس غيم ستوديوز               | رير                          | Twycross, انكلترا                                     | 1985  | 2002    | مطور للعديد من الألعاب الشعبية في حقبة نينتندو 64.                                                           |
| إكس بوكس غيم ستوديوز               | تيرن 10 ستوديوز              | ريدموند (واشنطن), الولايات المتحدة الأمريكية          | 2001  | —       | التي أنشأتها Microsoft لتطوير فورزا موتورسبورت (سلسلة).                                                      |
| إكس بوكس غيم ستوديوز               | أنديد لابز                   | سياتل, الولايات المتحدة الأمريكية                     | 2009  | 2018    | مطور سلسلة State of Decay.                                                                                   |
| إكس بوكس غيم ستوديوز               | World's Edge                 | ريدموند (واشنطن), الولايات المتحدة الأمريكية          | 2019  | —       | تم إنشاؤها داخليًا للإشراف على إيج أوف إمبايرز (سلسلة)                                                        |
| إكس بوكس غيم ستوديوز               | Xbox Game Studios Publishing | ريدموند (واشنطن), الولايات المتحدة الأمريكية          | 2000  | —       | ذراع نشر العاب الطرف الأول لـ Xbox Game Studios                                                              |
| زيني ماكس ميديا/بيثيسدا سوفت ووركس | ألفا دوغ غيمز                | هاليفاكس, كندا                                        | 2012  | 2021    | مطور العاب جوال                                                                                              |
| زيني ماكس ميديا/بيثيسدا سوفت ووركس | أركين ستوديوز                | ليون, France                                          | 1999  | 2021    | مطور Dishonored                                                                                              |
| زيني ماكس ميديا/بيثيسدا سوفت ووركس | بيثيسدا غيم ستوديوز          | روكفيل (ميريلاند), الولايات المتحدة الأمريكية         | 2001  | 2021    | مطور ذا إيلدر سكرولز و فول أوت (سلسلة ألعاب فيديو) .                                                         |
| زيني ماكس ميديا/بيثيسدا سوفت ووركس | إد سوفتوير                   | ريتشاردسون (تكساس), الولايات المتحدة الأمريكية        | 1991  | 2021    | مؤلفو سلسلة دوم (سلسلة) ، وسلسلة كوايك (سلسلة).                                                              |
| زيني ماكس ميديا/بيثيسدا سوفت ووركس | ماشين غيمز                   | أوبسالا, السويد                                       | 2009  | 2021    | المطورين الحاليين لسلسلة ولفينشتاين.                                                                         |
| زيني ماكس ميديا/بيثيسدا سوفت ووركس | Roundhouse Studios           | ماديسون (مقاطعة دان), الولايات المتحدة الأمريكية      | 2019  | 2021    | تم تشكيلها من قبل مطورين سابقين Human Head Studios.                                                          |
| زيني ماكس ميديا/بيثيسدا سوفت ووركس | تانغو جيم وركس               | طوكيو, Japan                                          | 2010  | 2021    | أسسها شينجي ميكامي ، ومطورو سلسلة ذا إيفل ويذين.                                                             |
| زيني ماكس ميديا/بيثيسدا سوفت ووركس | زيني ماكس أونلاين ستوديوز    | روكفيل (ميريلاند), الولايات المتحدة الأمريكية         | 2007  | 2021    | مطور ذي إلدر سكرولز أونلاين.                                                                                 |

## وصلات خارجية
- الموقع الرسمي